# Carsten Strauch

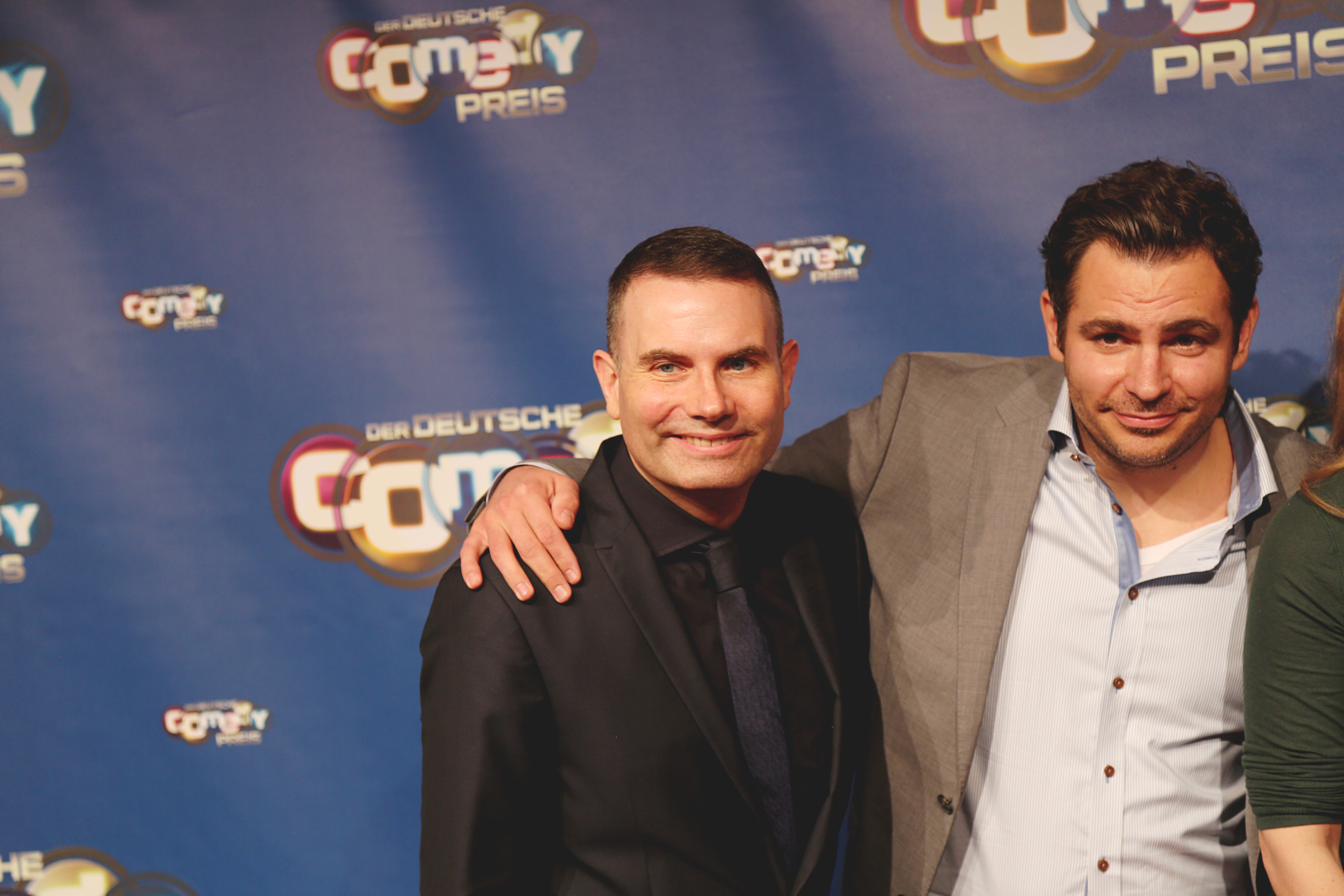
Carsten Strauch (links) und Paul Sedlmeir beim Deutschen Comedypreis 2017

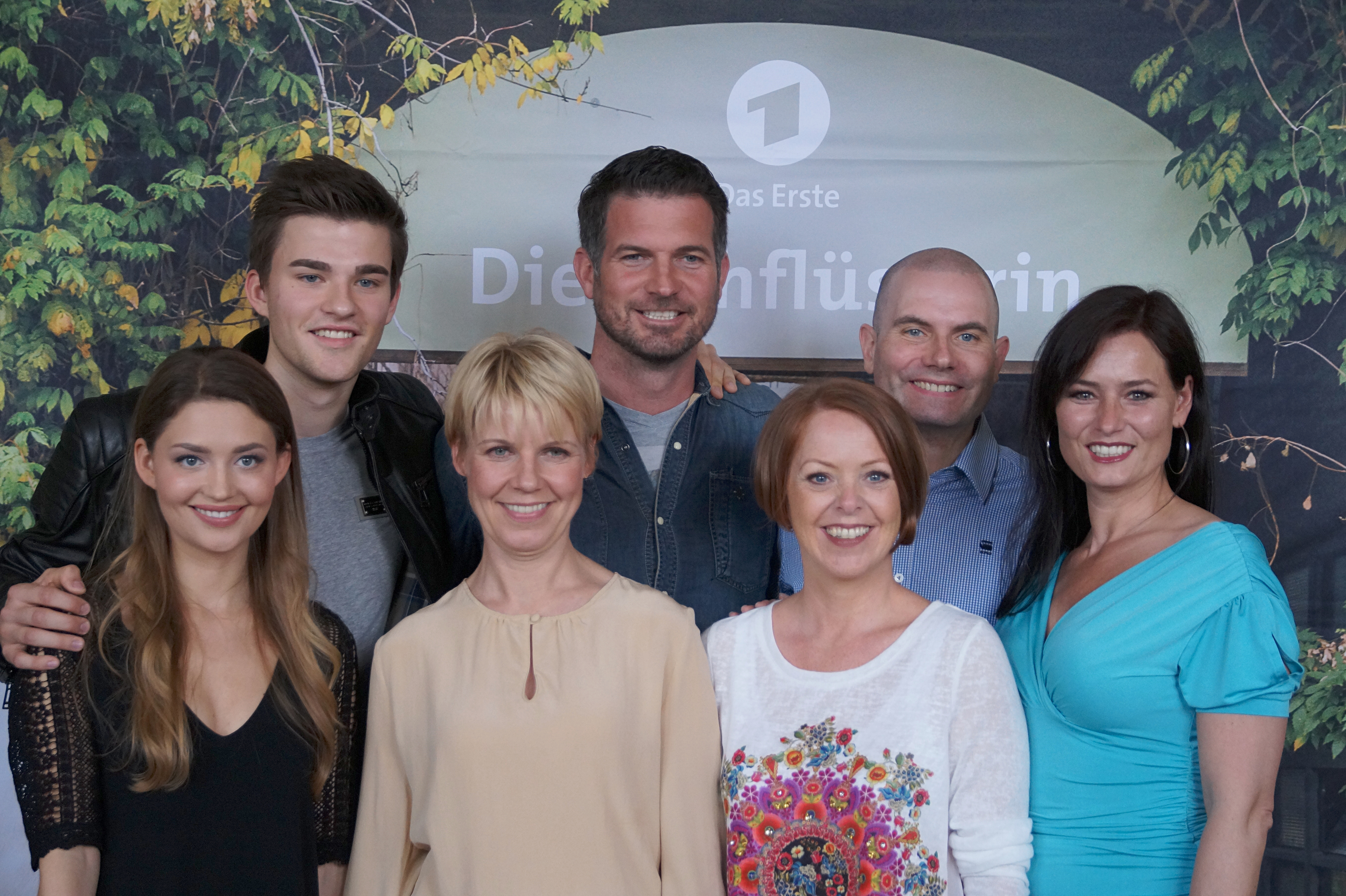
Amrei Haardt, Patrick Mölleken, Cordula Stratmann, Simon Böer, Susi Banzhaf, Carsten Strauch, Sabine Lorenz beim Pressetermin zur neuen ARD-Comedy-Serie „Die Kuhflüsterin“, Juni 2015

Carsten Strauch (* 21. Dezember 1971 in Offenbach am Main) ist ein deutscher Regisseur, Drehbuchautor, Filmproduzent und Schauspieler.

## Leben
Strauch wechselte nach seinem Abitur an der Offenbacher Albert-Schweitzer-Schule an die Hochschule für Gestaltung Offenbach am Main. Dort studierte er Visuelle Kommunikation mit Schwerpunkt Film/AV und schloss 2001 als Diplom-Designer ab. Schon während seines Studiums war er als Schauspieler tätig, zunächst 1995 in zwei Kurzfilmen. Im Jahr darauf produzierte er den von ihm verfassten Kurzfilm Coming Out, bei dem er auch Regie führte. 1996 produzierte er den Trickfilm Futter, für den er als Autor, Zeichner und Regisseur verantwortlich war. Es folgten weitere Kurzfilme, unter anderem Das Taschenorgan aus dem Jahr 2000. Auf diesem lose basierend drehte Strauch 2007 den Kinofilm Die Aufschneider, mit Christoph Maria Herbst, Cosma Shiva Hagen und ihm selbst in den Hauptrollen.
Auch in anderen Kino-, Fernsehfilm- und Serienproduktionen begegnet man Strauch – unter anderem bei Die Kuhflüsterin (ARD), Männer ticken, Frauen anders (ZDF), Eine Insel namens Udo (Kino/ARD), Hin und weg (Kino/ZDF),  Tatort – Hüter der Schwelle (ARD).
2012 war Strauch als Hauptdarsteller, Autor, Regisseur und Co-Produzent an dem Grimme-Preis nominierten Comedyformat Götter wie wir beteiligt. Die sechsteilige Comedy-Serie wurde unter anderem mit dem Deutschen Fernsehpreis 2013 in der Kategorie Beste Comedy ausgezeichnet.
Von 2015 bis 2018 gehörte Strauch zum festen Ensemble der ZDF-Comedy-Serie Sketch History, die drei Mal in Folge mit dem Deutschen Comedypreis ausgezeichnet wurde. Seit 2018 betreibt er seinen eigenen YouTube-Kanal, der z. B. Einblicke hinter die Kulissen von Sketch History oder auch selbstproduzierte Sketche beinhaltet.

## Filmografie (Auswahl)

### Als Darsteller
- 1996: Futter (Kurzfilm)
- 2000: Das Taschenorgan (Kurzfilm)
- 2002: Kiss and Run
- 2005, 2006: Ein Fall für den Fuchs (TV-Serie, 2 Folgen)[3]
- 2007: Die Aufschneider
- 2008: Nachts, wenn meine Kinder schlafen (TV)
- 2009: Für meine Kinder tu’ ich alles (TV)
- 2011: Achtung Arzt! (TV)
- 2012: Götter wie wir (TV-Serie, 6 Folgen)
- 2012: Nein, Aus, Pfui! Ein Baby an der Leine
- 2013: Der Geschmack von Apfelkernen
- 2014: Hin und weg
- 2015: Bettys Diagnose (TV-Serie, Folge 1x09)
- 2015: Die Kuhflüsterin (TV-Serie, Folge 1x05)
- 2015–2018: Sketch History[4]
- 2017: Triple Ex (TV-Serie, Folge 1x02)
- 2018: Chaos-Queens – Lügen, die von Herzen kommen
- 2019: Tatort: Hüter der Schwelle
- 2020: SOKO Stuttgart – Kindersegen
- 2020: König der Raben
- 2020: WaPo Bodensee – Kalte Abreise
- 2022: Die Geschichte der Menschheit – leicht gekürzt
- 2022: 4 Tage bis zur Ewigkeit
- 2023: Meine Freundin Volker

### Als Regisseur
- 1996: Futter (Kurzfilm)
- 1996: Coming Out (Kurzfilm)
- 1999: Nachbarn (Kurzfilm)
- 2000: Das Taschenorgan (Kurzfilm)
- 2007: Die Aufschneider
- 2008: Das grüne Schaf (Kurzfilm, Sprechrolle)
- 2012: Götter wie wir (TV-Serie, 6 Folgen)

### Als Drehbuchautor
- 2020: König der Raben

## Auszeichnungen
- 1996 – 1. Platz (Publikumspreis) Rüsselsheimer Filmtage für Futter
- 1997 – Deutscher Kurzfilmpreis für Futter
- 1997 – 2. Platz (Publikumspreis) Rüsselsheimer Filmtage für Coming Out
- 2001 – Nominierung für den Deutschen Kurzfilmpreis für Das Taschenorgan
- 2001 – Kurzfilmpreis der Friedrich-Wilhelm-Murnau-Stiftung für Das Taschenorgan
- 2001 – 2. Platz (Publikumspreis) Rüsselsheimer Filmtage für Das Taschenorgan
- 2009 – Prix Très Chic bei Vienna Independent Shorts für Das grüne Schaf
- 2009 – Hessischer Filmpreis in der Kategorie "Bester Kurzfilm" für Das grüne Schaf
- 2013 – Deutscher Fernsehpreis in der Kategorie "Beste Comedy" für Götter wie wir
- 2013 – Hessischer Fernsehpreis (Sonderpreis der Jury) für Götter wie wir[5]
- 2016 – Deutscher Comedypreis in der Kategorie "Beste Sketch-Show" für Sketch History
- 2017 – Deutscher Comedypreis in der Kategorie "Beste Sketch-Show" für Sketch History
- 2018 – Deutscher Comedypreis in der Kategorie "Beste Parodie/Sketch-Show" für Sketch History